# Bosco Chiesanuova
Bosco Chiesanuova (velenceiül Cesanòa) település Olaszországban, Veneto régióban, Verona megyében. Lakosainak száma 3544 fő (2023. január 1.). Bosco Chiesanuova Ala, Cerro Veronese, Erbezzo, Rovere Veronese, Selva di Progno és Grezzana községekkel határos.

## Népesség
A település népességének változása:
| Lakosok száma | 3599 | 3568 | 3544 |
|               | 2017 | 2018 | 2023 |